# Moritz Richard Schomburgk
Moritz Richard Schomburgk (5 de octubre de 1811-24 de marzo de 1891), generalmente conocido como Richard Schomburgk, fue un botánico, algólogo, y conservador australiano, nacido en Alemania. Desarrolló actividades científicas en el Jardín Botánico de Adelaida.

## Biografía
Schomburgk había nacido en Freyburg, Sajonia, hijo de Johann Friedrich Ludwig Schomburgk (un ministro luterano en Turingia), y de su esposa Christiane Juliane Wilhelmine, nacida Krippendorf.
Estudió botánica en Berlín y en los Jardines Reales en Potsdam.
En 1844, viaja en la Expedición Botánica brito-prusiana a la Guayana británica y al Brasil, liderados por su hermano Robert. Recolectó para el Museo de la Universidad de Berlín. Después de la agitación política en Europa en 1848, emigró a Gawler, Australia Meridional. En 1865, se convierte en director del Jardín Botánico de Adelaida, cargo que mantuvo hasta su muerte y fue sucedido por Maurice William Holtze. En 1848, escribió Versuch einer Zusammenstellung der Flora und Fauna von Britisch-Guiana (1848).
Schomburgk falleció en Adelaida, Australia Meridional; y le sobrevivieron un hijo y cuatro hijas.

## Familia
Su hermano mayor, Sir Robert Hermann Schomburgk (1804-1865) llevó a cabo estudios geográficos, etnológicos y botánicos en América del Sur y las Indias Occidentales (en la que participó Richard Moritz) y en misiones diplomáticas también cumplidas para Gran Bretaña en República Dominicana y Tailandia.
Otro hermano, Otto Alfred Carl Schomburgk (28 de agosto de 1810-16 de agosto de 1857) y su esposa Maria Charlotte Schomburgk nacida Von Selchow, arribaron a Australia Meridional, con Moritz Richard Schomburgk a bordo del Princess Louise en agosto de 1849.
Su hermano más joven, Julius Ludwig Schomburgk (ca. 1818-9 de marzo de 1893) fue jefe de diseño del notable platero de Adelaida J. M. Wendt.
Una hermana, Caroline Schomburgk (-15 de noviembre de 1874) era la segunda esposa del Rev. Dr. Carl Wilhelm Ludwig Muecke (16 de julio de 1815-4 de enero de 1898) de Tanunda, Australia Meridional.
Un hijo, Otto Schomburgk (ca. 1858-1 de septiembre de 1938) ocupó varios cargos importantes, como Jefe de Probation (libertad condicional) con el Servicio público de Australia Meridional. Se casó con Ada Louise, hija de Henry Downer

## Otras publicaciones
- 1879. On the Urari: The Deadly Arrow-Poison of the Macusis, an Indian Tribe in British Guiana. Reimpreso de BiblioLife, 2015, 22 p. ISBN 1296743144, ISBN 9781296743147

- 1847. Jean Louis Cabanis, Moritz Richard Schomburgk, Christian Gottfried Ehrenberg, Franz Hermann Troschel, Wilhelm Ferdinand Erichson, Johannes Müller. Reisen in Britisch-Guiana in den Jahren 1840-1844: nebst einer Fauna und Flora Guiana's nach Vorlagen von Johannes Müller, Ehrenberg, Erichson, Klotzsch, Troschel, Cabanis und Andern, J. J. Weber, 1847

- 1846. Richard Schomburgk's Travels in British Guiana, 1840-1844, v. 1. Publicó General Books LLC, 2010, 382 p. ISBN 1152586750, ISBN 9781152586758 reimpreso con Walter Edmund Roth. Publicó BiblioLife, 2015, 482 p. ISBN 1293988960, ISBN 9781293988961

- La abreviatura «M.R.Schomb.» se emplea para indicar a Moritz Richard Schomburgk como autoridad en la descripción y clasificación científica de los vegetales.[5]